# Africae Munus

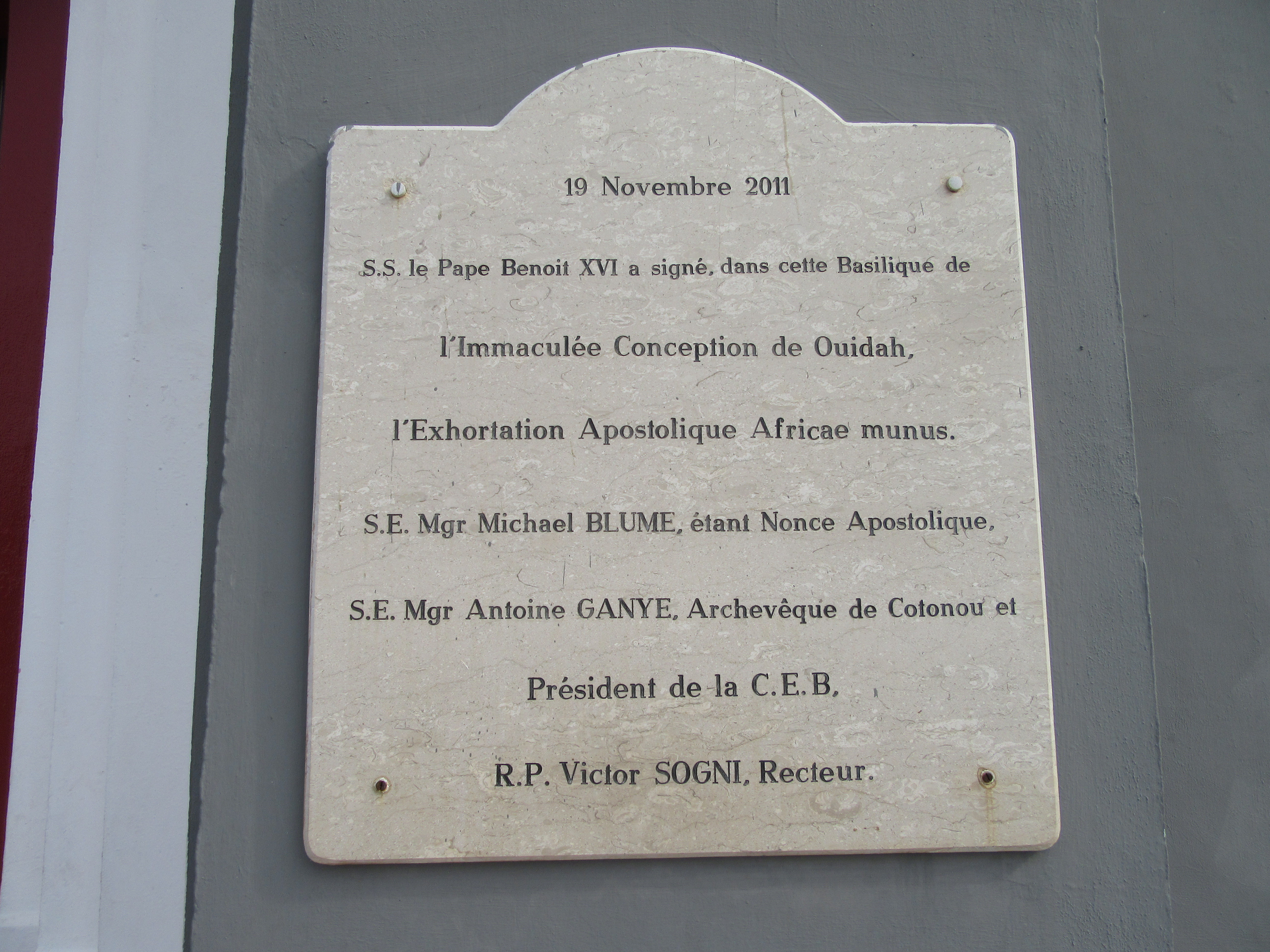
Płyta pamiątkowa w bazylice w Ouidah

Africae Munus (łac. Zadanie Afryki) – adhortacja papieża Benedykta XVI wydana w roku 2011, dotycząca roli Kościoła katolickiego na kontynencie afrykańskim. Była trzecią adhortacją napisaną przez tego papieża.
Benedykt XVI podpisał dokument 19 listopada 2011 w bazylice Niepokalanego Poczęcia Najświętszej Maryi Panny w Ouidah w Beninie, podczas swojej 22. podróży apostolskiej.
Episkopaty afrykańskie w listopadzie 2011 podjęły decyzję o przetłumaczeniu dokumentu na języki lokalne, by do końca stycznia 2012 mógł on dotrzeć do każdej katolickiej parafii na tym kontynencie.
W przemówieniu z okazji podpisania dokumentu, papież nazwał Afrykę: «ziemią Nowej Pięćdziesiątnicy» oraz «Dobrą Nowiną dla Kościoła».

## Tematyka
Adhortacja stanowi owoc specjalnego II Zgromadzenia Specjalnego Synodu Biskupów Afrykańskich, który obradował od 4 do 25 października 2009 na Watykanie. Papieski dokument powstał w oparciu o 57 propozycji końcowych tego zgromadzenia synodalnego i przedstawia główne linie misji Kościoła dla Afryki oraz pola jego apostolskiej działalności. Papież zajął się problematyką związaną z: pojednaniem, wymogami sprawiedliwości, nawróceniem, rodziną, etosem kobiety, młodzieżą, dziećmi (w tym dziećmi-żołnierzami), obroną życia, AIDS, dobrym rządzeniem państwami, dialogiem ekumenicznym oraz międzyreligijnym. W części dotyczącej działalności apostolskiej Kościoła Benedykt XVI przedstawił wytyczne dotyczące: biskupów, kapłanów, seminarzystów, diakonów stałych, osób konsekrowanych, katechistów, duszpasterstwa laikatu, szkół, uczelni, instytucji służby zdrowia, mediów, nowej ewangelizacji i misji wśród niewierzących w nauki Chrystusa. Papież zaproponował, by zorganizować kontynentalny kongres eucharystyczny, wyznaczyć tygodnie lub dni pojednania, wzmocnić apostolstwo biblijne, zaproponować kandydatów na ołtarze (kanonizacja). Dokument zawiera też ostrzeżenie przed ekspansją autochtonicznych Kościołów afrykańskich (African Independent Churches), ruchów synkretycznych czy sekt.

## Odwołania
Pisząc adhortację Africae Munus Benedykt XVI odwołał się do następujących dokumentów papieskich:
- adhortacji apostolskiej Ecclesia in Africa Jana Pawła II 1995
- własnej adhortacji apostolskiej Verbum Domini 2010
- roboczego dokumentu Lineamenta synodu biskupów o nowej ewangelizacji 2011